# Himiko (astronomia)

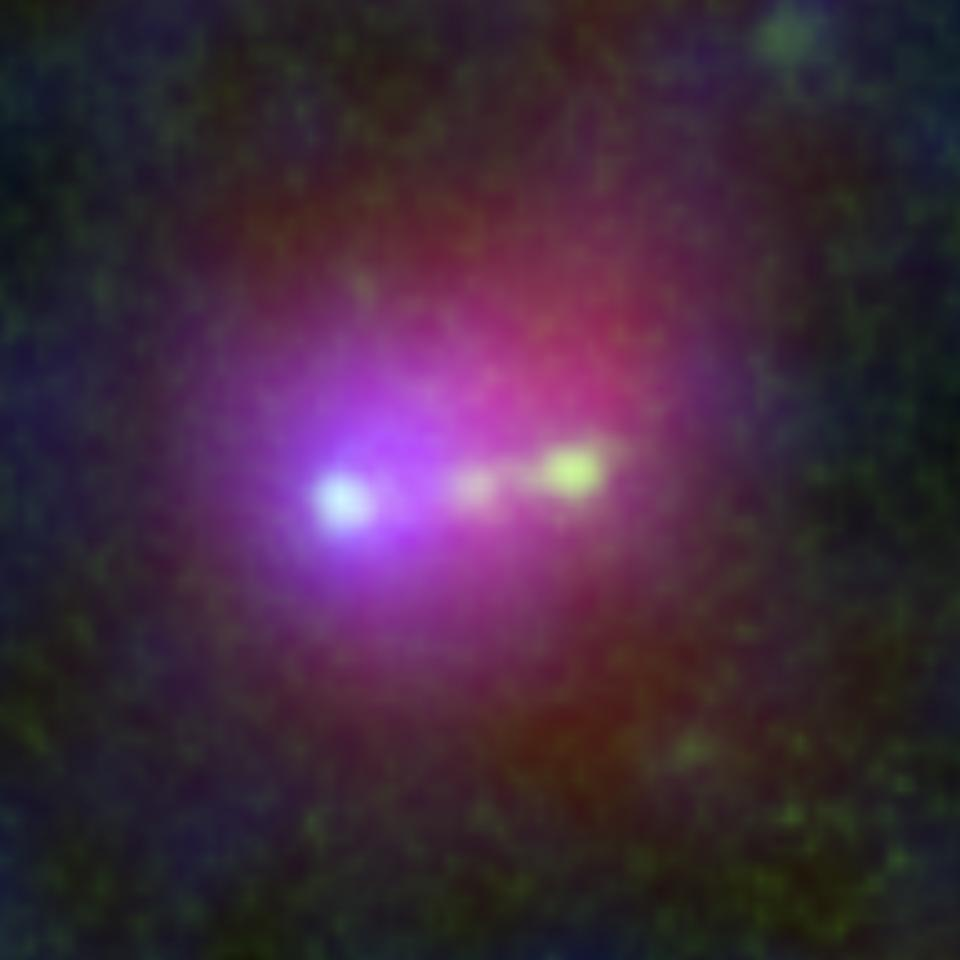
Zdjęcie Himiko na podstawie danych z różnych źródeł: dane w podczerwieni z Teleskopu Kosmicznego Spitzera (kolor czerwony); światło widziane z Kosmicznego Teleskopu Hubble’a (kolor zielony), dane w ultrafiolecie z japońskiego teleskopu Subaru (kolor niebieski)

Himiko – bańka Lyman-alfa położona w gwiazdozbiorze Wieloryba w odległości 12,9 mld lat świetlnych od Ziemi. Składa się z trzech galaktyk, które znajdują się w procesie łączenia. Obiekt ma średnicę 55 tys. lat świetlnych. Jego nazwa pochodzi od Himiko, japońskiej królowej.

## Nazwa i odkrycie
Obiekt został odkryty przez japońskich naukowców w 2009 w ramach przeglądu nieba wykonanego przez Teleskop Subaru.
Nazwa obiektu pochodzi od imienia Himiko, która była pierwszą historycznie udokumentowaną źródłowo władczynią Japonii.

## Charakterystyka
Pierwsze obserwacje dokonane przez Teleskop Subaru nie pozwalały dokładnie określić natury obiektu, ale podejrzewano, że jest to bardzo wczesna, masywna galaktyka, choć powstały także inne, mniej prawdopodobne hipotezy. Światło obiektu, które dotarło teraz do Ziemi potrzebowało na to 12,9 mld lat, co oznacza, że współcześnie widziany z Ziemi obiekt wygląda tak, jak wtedy, kiedy wiek Wszechświata wynosił około 800 mln lat (jedynie 6% jego obecnego wieku). Bańka rozciąga się na szerokość 55 tys. lat świetlnych.
Dokładniejsze obserwacje dokonane w późniejszym czasie przez radiointerferometr Atacama Large Millimeter Array (ALMA) pozwoliły na dokładniejsze określenie charakterystyki obiektu. Masa obiektu została ustalona na 1,5 – 3 × 1010 M☉, a w ciągu roku powstają w niej nowe gwiazdy o łącznej masie ≃ 100 ± 2 M⊙. Dzięki obserwacjom radiointerferometru ALMA dowiedziano się, że obiekt prawdopodobnie składa się z trzech osobnych galaktyk i jest rzadkim przykładem potrójnego zderzenia galaktyk.
Zdjęcia wykonane przez Kosmiczny Teleskop Hubble’a potwierdziły teorię zderzenia trzech galaktyk. Galaktyki składające się na Himiko należą do pierwszych galaktyk powstałych po Wielkim Wybuchu, uformowały się one ok. 400 mln – 1 mld lat po powstaniu Wszechświata.